# Ugo Attanasio
Ugo Attanasio (Napoli, 19 luglio 1887 – Roma, 18 dicembre 1968) è stato un attore italiano.

## Biografia
Ugo Attanasio, Colonnello in Congedo nella Riserva dell'Esercito Italiano, è stato un attore caratterista italiano, attivo negli anni cinquanta e sessanta; ha recitato spesso in film diretti dal genero, il regista Alberto Lattuada, tra cui Mafioso (1962).

## Vita privata
Si sposò con l'attrice Maria Pia Attanasio e dalla loro unione nacque Carla Del Poggio che seguì la carriera attoriale.

## Filmografia
- Il delitto di Giovanni Episcopo, regia di Alberto Lattuada (1947)
- Core 'ngrato, regia di Guido Brignone (1951)
- Lo sceicco bianco, regia di Federico Fellini (1952)
- Bufere, regia di Guido Brignone (1953)
- La spiaggia, regia di Alberto Lattuada (1954)
- Scuola elementare, regia di Alberto Lattuada (1954)
- Mafioso, regia di Alberto Lattuada (1962)
- Il fornaretto di Venezia, regia di Duccio Tessari (1963)
- Il successo, regia di Mauro Morassi (1963)
- I mostri, regia di Dino Risi (1963)
- Maciste gladiatore di Sparta, regia di Mario Caiano (1964)
- L'ultimo gladiatore, regia di Umberto Lenzi (1964)
- La mandragola, regia di Alberto Lattuada (1965)
- Don Giovanni in Sicilia, regia di Alberto Lattuada (1967)
- Il lungo, il corto, il gatto, regia di Lucio Fulci (1967)

## Doppiatori italiani
- Gaetano Verna in Lo sceicco bianco
- Mario Besesti in Scuola elementare
- Ennio Balbo in Mafioso